# Chardinia orientalis
Chardinia orientalis – gatunek rośliny z rodziny astrowatych. Reprezentuje monotypowy rodzaj Chardinia. Występuje w południowo-zachodniej i środkowej Azji – od Azji Mniejszej i Palestyny na zachodzie, po Pakistan, Kirgistan i Kazachstan na wschodzie.

## Morfologia

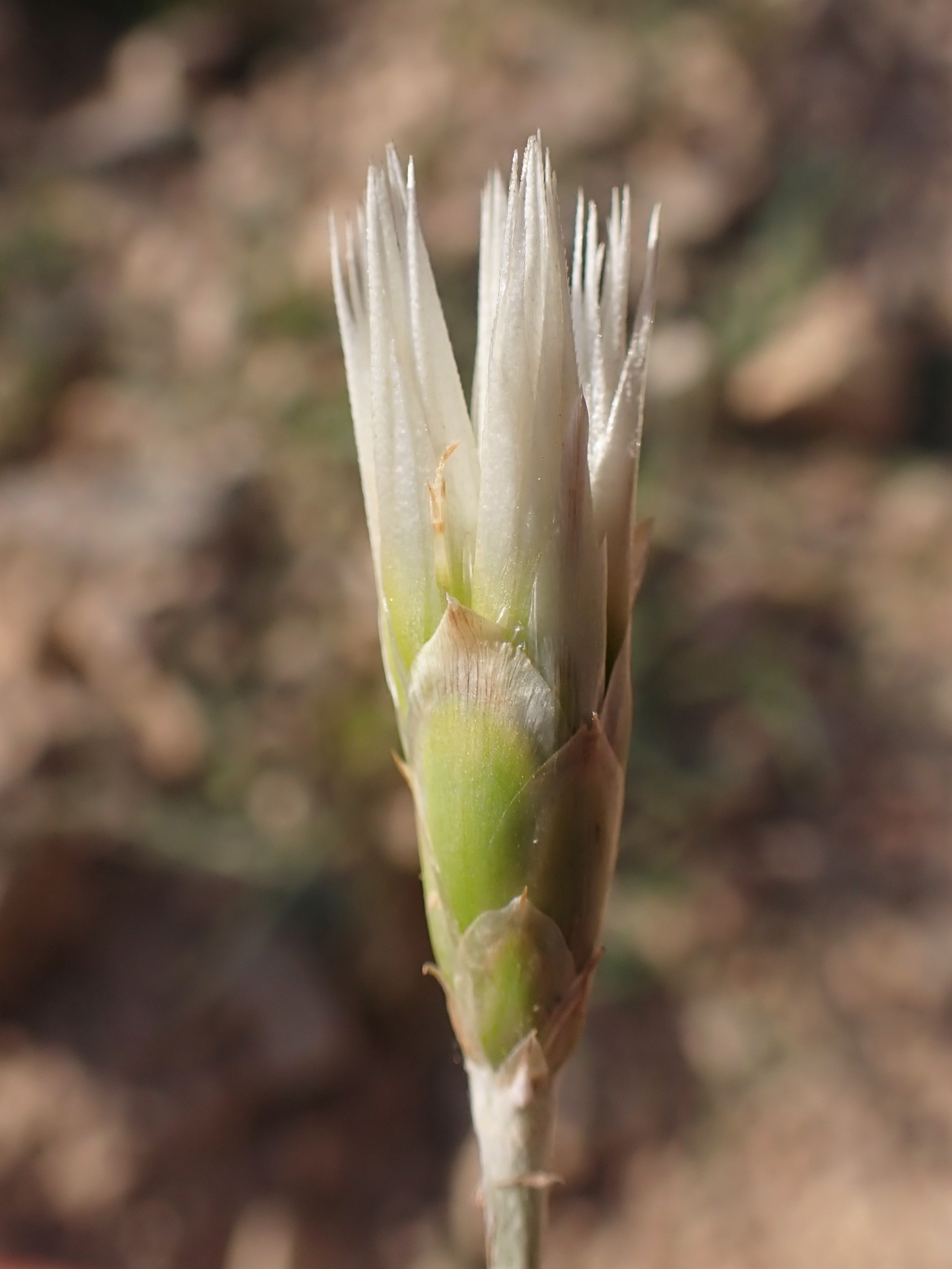
Kwiatostan

PokrójNiewielkie rośliny jednoroczne, pozbawione kolców.
LiścieCałobrzegie, od spodu jedwabiście owłosione.
KwiatySkupione w pojedynczych koszyczkach osadzonych na długich szypułach. Okrywa okryta jest okazałymi, łuskowatymi, jajowato-lancetowatymi listkami. Na dnie koszyczka znajdują się długie szydlaste łuski. Kwiaty zewnętrzne w koszyczku są żeńskie, a środkowe obupłciowe. Korony kwiatów są krótsze od łuskowatego kielicha (puchu kielichowego).
OwoceZewnętrzne niełupki są nagie, spłaszczone i oskrzydlone, ze skrzydełkami przedłużonymi w dwa kolce. Wewnętrzne są kanciaste, pokryte drobnymi szczecinkami i zwieńczone ząbkowaną koroną, tworzoną przez łuskowaty puch kielichowy.

## Systematyka
Gatunek z monotypowego rodzaju Chardinia Chardinia Desfontaines, Mém. Mus. Hist. Nat. 3: 455. 1817. Zaliczany jest do podplemienia Centaureinae, plemienia Cardueae, podrodziny Carduoideae w obrębie rodziny astrowatych Asteraceae, w obrębie którego wydzielany jest do tzw. grupy Xeranthemum. Grupa ta wyodrębniana jest też w osobne podplemię Xerantheminae Cass. ex Dumort.